# Destiny's Child
Destiny's Child foi um girl group americano de R&B, cuja formação final e mais conhecida incluía as cantoras Beyoncé, Kelly Rowland e Michelle Williams. Formado em 1997 em Houston, Texas, as integrantes do Destiny's Child começaram sua carreira musical em 1990, pertencendo a um grupo musical intitulando Girl's Tyme, que incluía em sua formação Beyoncé, Kelly, LaTavia Roberson e LeToya Luckett, entre outras. Após anos de busca por um contrato de gravação, o quarteto assinou com a Columbia Records em 1997, sob o nome de Destiny's Child. 
O grupo ganhou maior reconhecimento comercial após o lançamento de seu segundo álbum de estúdio, The Writing's on the Wall (1999), que continha os singles número um na Billboard 100: "Bills, Bills, Bills" e "Say My Name". Apesar do sucesso crítico e comercial, o Destiny's Child foi afetado por conflitos internos e turbulências judiciais, quando Roberson e Luckett tentaram separar o grupo de seu empresário, Mathew Knowles, alegando que ele as repassavam uma parcela desproporcional dos lucros da banda e possuía um favoritismo injusto por Beyoncé e Rowland.
No início de 2000, tanto Roberson quanto Luckett foram substituídas por Williams e Farrah Franklin; no entanto, Franklin saiu do grupo depois de cinco meses, deixando o Destiny's Child como um trio. O terceiro álbum da banda, Survivor (2001), que contém canções com letras que os critícos interpretaram como uma resposta aos seus conflitos internos, extraiu os sucessos mundiais "Independent Women", "Survivor" e "Bootylicious". Em 2002, elas anunciaram um hiato e se reuniram dois anos depois para o lançamento de seu quarto e último disco de estúdio, Destiny Fulfilled (2004), que incluiu sucessos internacionais como "Lose My Breath" e "Soldier". Desde sua dissolução oficial em 2006, Beyoncé, Rowland e Williams se reuniram algumas vezes, inclusive no intervalo do Super Bowl de 2013 e no festival Coachella de 2018.
O Destiny's Child vendeu mais de 60 milhões de gravações em todo o mundo. A Billboard classificou o grupo como um dos maiores trios musicais de todos os tempos e o nono artista/banda de maior êxito nos anos 2000. A mesma revista as colocou no número 68 ao listar os 100 maiores artistas de todos os tempos. Já o canal VH1, ao enumerar as 100 maiores mulheres na história da música, posicionou-as no 59.º posto. O Destiny's Child foi indicado a catorze Grammy Awards, vencendo duas vezes nas categorias de Melhor Performance de R&B por um Duo ou Grupo com Vocais e uma vez como Melhor Canção de R&B.

## Biografia

### 1990—97: Começo de carreira e Girl's Tyme

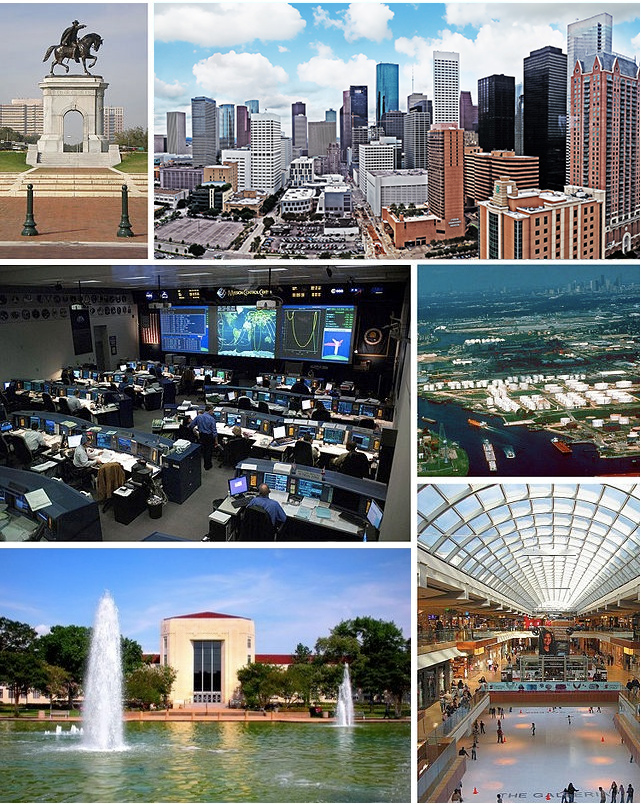
Visão panorâmica de Houston, Estados Unidos, cidade onde o grupo se formou.

Em 1990, Beyoncé conheceu a rapper LaTavia Roberson na cidade de Houston, Texas, durante uma audição que buscava formar um novo girl group. Elas passaram a integrar um conjunto de rap. Kelly Rowland, que se mudou para a casa de Beyoncé por causa de problemas familiares, posteriormente juntou-se a elas em 1992. Originalmente nomeado de Girl's Tyme, o grupo consistia em seis integrantes, incluindo Támaor Davis e as irmãs Nikki e Nina Taylor. Pouco tempo depois de criado, o Girl's Tyme começou a atrair atenção nacional: Ao tomar ciência de sua existência, o produtor de R&B da costa oeste americana, Arne Frager, voou para Houston para conhecer as garotas. Ele as trouxe para o estúdio Plant Recordings, no norte da Califórnia, para gravar algumas canções, dando predileção aos vocais de Beyoncé, porque Frager acreditava que a personalidade dela se destacava sobre as demais e que ela possuía uma maior capacidade para cantar. Com a intenção de atrair a atenção de alguma gravadora disposta a contrata-las, ele decidiu estreá-las no Star Search, o maior show de talentos da TV americana na época. No entanto, elas perderam a competição, porque, segundo Beyoncé, o grupo fez escolhas erradas; para ela, a decisão de apresentarem um número de rap foi equivocada e, ao invés disso, elas deveriam ter cantando.
Após a derrota do Girl's Tyme, o pai de Beyoncé, Mathew Knowles, voluntariamente dedicou seu tempo para gerencia-las. Em 1993, ele começou a reformular o grupo, retirando Támar Davis e as Irmãs Taylor e incluindo LeToya Luckett em seus lugares, assim, a banda passou ter quatro integrantes. Além disso, a sonoridade do Girl's Tyme também foi alterada, passando do rap para o R&B. Com a intenção de se aperfeiçoarem, as garotas começaram a dedicar algum tempo dos seus dias a ensaiar em uma igreja de Houston, nos quintais de casa e no salão de beleza de propriedade da mãe de Beyoncé, Tina. O grupo passou a criar coreografias no salão e às vezes recebiam dicas dos clientes. Durante os dias sem escola, Girl's Tyme se apresentava em pequenos shows locais. Quando o verão chegava, Mathew estabelecia um "campo de treinamento" para treiná-las em exercícios de dança e vocais. Após um treinamento rigoroso, elas começaram a atuar como artistas de abertura para grupos de R&B, em ascensão da época, como SWV, Dru Hill e Immature. Tina passou a desenhar os figurinos usados pelo grupo em suas performances.
Ao longo dos primeiros anos de sua carreira, Girl's Tyme mudou seu nome para Something Fresh, Cliché, The Dolls entre outros. O grupo assinou com a Elektra Records sob o nome de Destiny, mas foi alterado vários meses depois, antes que elas pudessem lançar qualquer material. Nesse período, a busca por um contrato de gravação começou a afetar a família Knowles: em 1995, Mathew renunciou ao seu emprego como vendedor de equipamentos médicos, uma medida que fez reduzir a renda de sua família pela metade e ocasionou em uma breve separação com Tina, devido à pressão. Em 1997, elas finalmente mudaram seu nome para Destiny's Child, inspiradas por uma passagem contida no Livro de Isaías da Bíblia. Mathew ajudou na negociação de um contrato com a Columbia Records, que assinou com o grupo no mesmo ano. Antes de assinar com a gravadora, o Destiny's Child já havia gravado várias faixas em Oakland, Califórnia, sob a produção de D'wayne Wiggins, do Tony! Toni! Toné!, incluindo uma faixa intitulada "Killing Time", que segundo a gravadora, apesar de incitantes, elas já detinham uma "qualidade única". A canção foi posteriormente inclusa na trilha sonora do filme Men in Black.

### 1997—2000:Destiny's Child,The Writing's on the Walle mudanças de formação
Em 27 de outubro de 1997, é lançado "No, No, No" como o single de estreia do Destiny's Child. Seu álbum de estreia homônimo alcançou o número 77 na tabela Billboard 200 e 14 na genérica Top R&B/Hip-Hop Albums. O projeto conseguiu vender mais de um milhão de unidades nos Estados Unidos, obtendo uma certificação de platina pela Recording Industry Association of America (RIAA). Uma versão remixada de "No, No, No" foi lançada, alcançando o número um na Hot R&B/Hip-Hop Singles & Tracks e três na Billboard Hot 100. Seu single de acompanhamento, "With Me Part 1" falhou em repetir o mesmo sucesso de seu predecessor. Na sequência, o grupo participou de uma música da trilha sonora do filme Why Do Fools Fall in Love (1998) e lançou "Get on the Bus", que teve um lançamento limitado na Europa e em outros mercados. Nos Soul Train Music Awards, o Destiny's Child ganhou três condecorações, incluindo o de Melhor Artista Revelação. Beyoncé considerou a estreia do grupo bem-sucedida, porém não tão grandiosa, alegando que um disco de sonoridade neo soul havia soado maduro demais para elas naquele momento. Após o sucesso de seu álbum de estreia, o Destiny's Child voltou aos estúdios para começar a produzir seu segundo disco de estúdio, recrutando novos produtores, incluindo Kevin "She'kspere" Briggs e Rodney Jerkins. Em julho de 1999, The Writing's on the Wall é liberado, alcançado o número cinco na Billboard 200 e o dois na Top R&B/Hip-Hop Albums. "Bills, Bills, Bills" foi lançado como o primeiro single do projeto e liderou a Billboard 100, tornando-se a primeira música do grupo a alcançar essa posição da tabela. O disco foi considerado inovador pelas integrantes do grupo, impulsionando suas carreiras e as apresentando a um público mais amplo.
Em dezembro de 1999, Luckett e Roberson tentaram separar o grupo de seu empresário, alegando que ele as repassavam uma parcela desproporcional dos lucros e favorecia injustamente Beyoncé e Rowland. Embora elas nunca tivessem a intenção de deixar a banda, quando o vídeo de "Say My Name", o terceiro single do The Writing's on the Wall, estreou em fevereiro de 2000, ambas descobriram que duas novas integrantes estavam em seus lugares ao lado de Beyoncé e Rowland. Luckett e Roberson foram substituídas por Michelle Williams, uma ex-vocalista de apoio da cantora Monica, e Farrah Franklin, uma aspirante a cantora e atriz. Logo após sua passagem pela equipe de Monica, Williams foi apresentada ao Destiny's Child por um amigo coreógrafo e foi levada de avião para Houston, onde ficou com a família Knowles. Em março, as ex-integrantes entraram com uma ação contra Mathew e suas ex-companheiras de banda por quebra de parceria e deveres fiduciários. Após o processo, ambos os lados foram depreciativos uns com os outros na mídia. "Say My Name" liderou o Billboard 100 por três semanas consecutivas, enquanto o quarto single, "Jumpin', Jumpin'", também alcançou as dez primeiras posições na parada. The Writing's on the Wall vendeu mais de oito milhões de cópias nos Estados Unidos, ganhando oito certificações de platina pela RIAA. Em todo o mundo, comercializou mais de 13 milhões de unidades. Durante esse período, o Destiny's Child começou a se apresentar como artistas de abertura nas turnês das cantoras pop Britney Spears e Christina Aguilera.
Com apenas cinco de permanência na banda, Franklin foi demitida. As integrantes restantes afirmaram que isso ocorreu devido a sua constante ausência em apresentações e ações promocionais. Segundo Williams, Franklin não estava conseguindo lidar com o estresse. Franklin, no entanto, revelou que sua ruptura se deu devido à negatividade em torno do grupo e à sua impossibilidade de afirmar qualquer controle nas tomadas de decisões. Sua partida foi vista como menos controversa. Williams, por outro lado, revelou que, sua inclusão no Destiny's Child, resultou em "lutar contra sua insegurança": "Eu estava me comparando às outras integrantes, e a pressão estava sobre mim". No final de 2000, Roberson e Luckett desistiram da parte de seu processo destinado a Rowland e Beyoncé em troca de um acordo não divulgado, embora continuassem a ação contra o gerenciador do grupo. Ambas tentaram formar outro grupo feminino, chamado Anjel, mas também o deixaram devido a problemas com a gravadora. Como parte do acordo judicial, os dois lados foram proibidos de se referir uns aos outros publicamente. Embora o Destiny's Child tenham sido afetado pelas trocas de formação, a polêmica ajudou a impulsionar ainda mais a popularide do grupo e elas se tornaram um fenômeno da cultura pop. Com Williams na nova formação, o grupo lançou a música-tema para a trilha sonora do filme Charlie's Angels (2000); "Independent Women Part 1" passou onze semanas consecutivas no topo do Billboard 100 – de novembro de 2000 a janeiro de 2001 –, a permanência mais longa já conquistada por uma faixa do Destiny's Child e daquele ano nos Estados Unidos.

### 2001—03:Survivor, lançamentos subsequentes, hiato e projetos paralelos
Em fevereiro de 2001, o Destiny's Child conquistou duas condecorações nos Grammy Awards por "Say My Name"; Melhor Performance Vocal de R&B por Duo ou Grupo e Melhor Canção de R&B. Nesse período, elas anunciaram que já estavam em estúdio para gravar seu terceiro álbum. No processo de produção, Beyoncé assumiu maior controle ao co-produzir e co-escrever quase todo o material. Intitulado Survivor, o disco chegou às lojas em maio de 2001 e converteu-se no primeiro trabalho do grupo a alcançar a posição máxima da Billboard 200, vendendo mais de 663 mil unidades em sua semana de liberação. O material recebeu quatro certificados de platina pela RIAA, denotando vendas de 4 milhões de exemplares. Foi o terceiro mais comprado globalmente em 2001 e, desde então, estimam-se que tenha distribuído cerca de 10 milhões de cópias. Foram lançados quatro singles oficiais do disco, dos quais "Independent Women Part I" e "Bootylicious" alcançaram a posição máxima na Billboard 100 e no Reino Unido. Já a faixa-título do álbum foi constantemente interpretada pela mídia como uma resposta aos conflitos entre as integrantes da banda, apesar de Beyoncé, que o compôs, afirmar que não foi direcionado a ninguém. Vendo isso como uma violação do acordo que impedia cada parte de fazer comentários públicos depreciativos contra o outro, Roberson e Luckett mais uma vez entraram com uma ação judicial contra o Destiny's Child e a Sony Music. Em junho de 2002, os demais casos foram resolvidos no tribunal. Após os atentados de 11 de setembro, o trio cancelou uma turnê europeia que estava planejando e se apresentaram em um show para os sobreviventes do ataque. Em seguida, o grupo lançou 8 Days of Christmas, que continha regravações de canções clássicas de Natal. Obteve o número 34 como melhor na Billboard 200. Mais tarde, forneceram vocais de apoio para Solange Knowles, em uma canção que tornou-se tema do desenho animado The Proud Family (2001), da Disney Channel. Um álbum de remixes, intitulado This Is the Remix (2002), foi divulgado na sequência para conquistar os fãs até que um novo lançamento em estúdio fosse lançado.

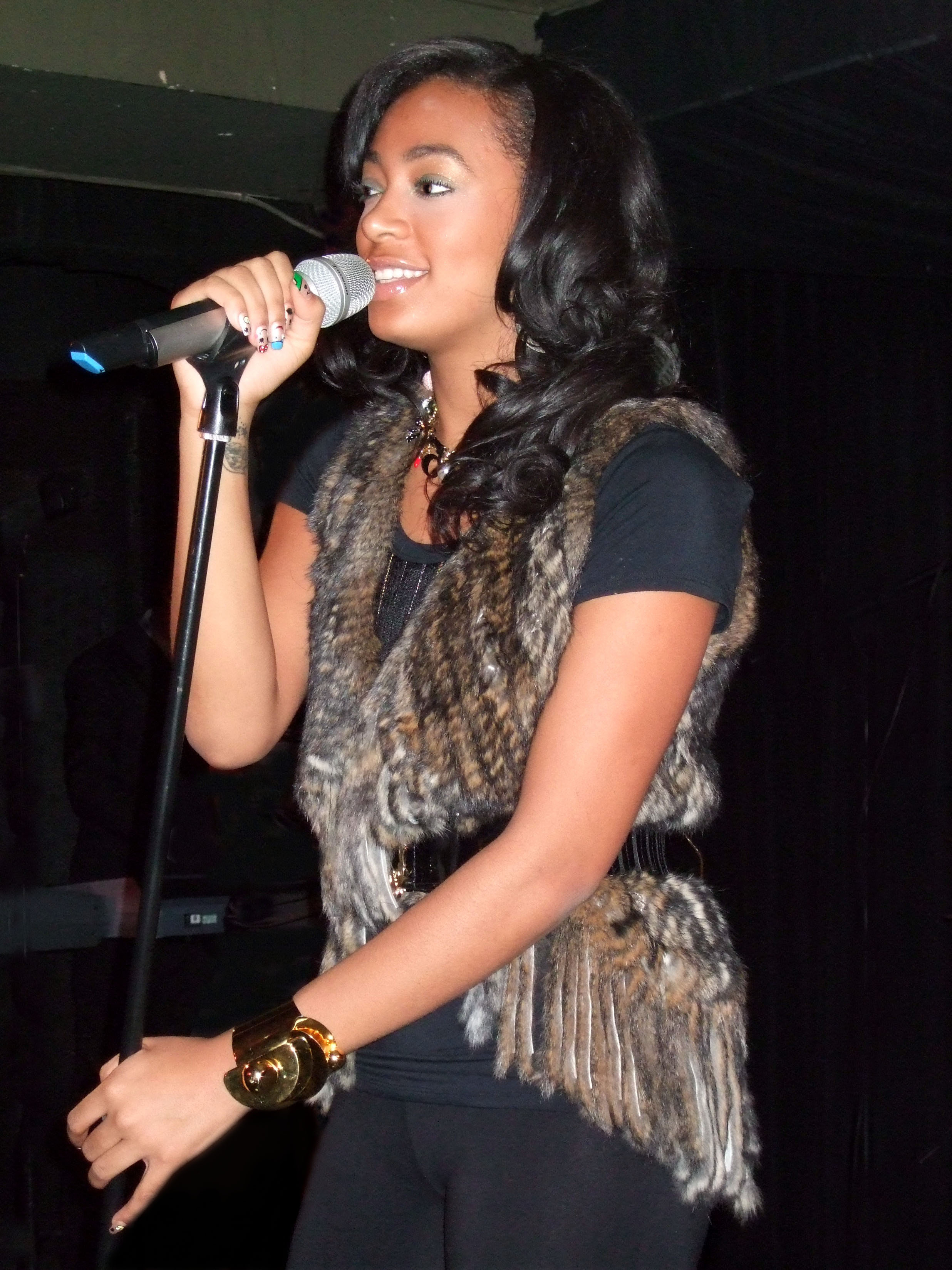
Solange Knowles (foto), irmã de Beyoncé, que havia se apresentado com o Destiny's Child em algumas ocasiões, chegou a ser anunciada como a quarta integrante do grupo, mas isso foi confirmado mais tarde como apenas uma notícia para testar a reação do público.

Ainda em 2000, durante as gravações de Survivor, Beyoncé anunciou que elas entrariam em hiato para cada membro trabalhasse em lançamentos individuais nos anos seguintes, os quais eram, supostamente, projetados para aumentar o interesse no Destiny's Child. Apresentando diferentes estilos musicais, os álbuns das integrantes não haviam sido planejados para competir uns contra os outros nas paradas musicais. Estrategicamente, a gestão da banda planejou cada lançamento em diferentes datas. Williams foi a primeira a ter um material solo lançado, com Heart to Yours, sendo editado em abril de 2002. Beyoncé, por sua vez, estreava nos cinemas como uma das protagonistas do longa-metragem Austin Powers in Goldmember, e gravou seu single de estreia "Work It Out", com Missy Elliott, a qual faz parte da trilha sonora do filme. Rowland colaborou com o rapper Nelly na canção "Dilemma"; a música liderou a Billboard 100, levando sua gravadora a avançar o lançamento de seu primeiro disco, Simply Deep, para o final daquele ano. Beyoncé também participou de The Fighting Temptations e gravou outra faixa solo. Em agosto de 2002, ela colaborou com o rapper Jay-Z, seu então namorado, em "'03 Bonnie & Clyde". A obra rendeu credibilidade à artista e aumentou as expectativas do lançamento de seu projeto de estreia.
Em julho de 2002, ela já havia gravado diversas canções que iriam aparecer no álbum. A Columbia Records planejou lança-lo em outubro do mesmo ano; contudo, o lançamento foi adiado diversas vezes para não prejudicar o sucesso de "Dilemma". Nomeado Dangerously in Love, o disco foi liberado em junho de 2003. Nos EUA, comercializou 317 mil unidades em sua semana de lançamento e culminou na Billboard 200. Posteriormente, recebeu um certificado de platina quádrupla pela RIAA, e foi o quinto mais vendido ao redor do mundo em 2003. Atualmente, registra vendas de mais de 11 milhões de exempláres, sendo o mais vendido da carreira solo de Beyoncé. Foi bem recebido pelos críticos e rendeu-lhe cinco condecorações nos Grammy Awards, o que igualou Beyoncé à Norah Jones, Lauryn Hill e Alicia Keys entre as artistas femininas com a maior quantidade de prêmios vencidos em uma uma única edição. Gerou dois sucessos número um na Billboard 100 — "Crazy in Love" e "Baby Boy" — além de "Me, Myself and I" e "Naughty Girl" que alcançaram os cinco primeiros postos da tabela. Dangerously in Love foi considerado, de longe, o mais bem-sucedido entre os três lançamentos solos das integrantes. Em junho do mesmo ano, Mathew anunciou que, a partir de 2004, o Destiny's Child voltaria a ser um quarteto, com a adição de Solange. Ela já havia gravado músicas com o grupo e substituiu Rowland em alguns shows, depois que ela machucou-se em algumas apresentações. Em agosto, Beyoncé desmentiu a informação e garantiu que o grupo continuaria a permanecer como um trio. O empresário, por sua vez, revelou que a ideia foi usada apenas para testar as reações do público. Em novembro, Williams apareceu em Aida, musical da Broadway, e, em janeiro de 2004, lançou seu segundo álbum solo, Do You Know.

### 2004—06:Destiny Fulfilled,#1'se separação

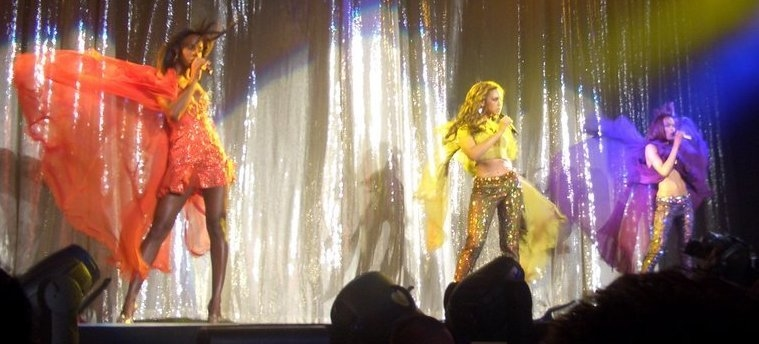
A formação final do Destiny's Child se apresentando durante a turnê Destiny Fulfilled ... And Lovin' It (2005).

Após dois anos em hiato, as integrantes do Destiny's Child se reuniram novamente para gravarem seu quarto álbum de estúdio, Destiny Fulfilled. O álbum apresenta ao ouvinte uma sonoridade mais "urbano contemporâneo" e músicas conceitualmente inter-relacionadas. O trabalho mostrou, pela primeira vez, total igualdade dentro do trio: cada integrante contribuiu igualmente para o processo de escrita e produção executiva da maioria das canções presentes no trabalho, além de Mathew. Lançado em 15 de novembro de 2004, Destiny Fulfilled não conseguiu repetir feito de Survivor; não conseguindo liderar a Billboard 200 e tendo alcançando apenas o número dois em sua segunda semana, sendo adquirido mais de 497 mil vezes em sua edição de estreia, comparado a 663 mil do álbum que o precedeu. Como resultado das suas vendas, recebeu três certificações de platina nos Estados Unidos e tornou-se um dos álbuns mais vendidos de 2005 em todo o mundo, com mais de oito milhões de cópias faturadas. Quatro singles foram lançados para promovê-lo, com "Lose My Breath" e "Soldier" listando-se entre as três primeiras posições no Billboard 100. Para promover ainda mais o lançamento do trabalho, o Destiny's Child embarcou em sua primeira turnê mundial, Destiny Fulfilled ... And Lovin' It.
Em 11 de junho de 2005, enquanto estavam se apresentando no Palácio São Jorge, em Barcelona, na Espanha, o grupo anunciou à plateia de 16 mil pessoas que planejavam se separar oficialmente quando a turnê terminasse. Beyoncé afirmou que o título de Destiny Fulfilled não era uma coincidência e refletia o fato de que a separação já estava sendo planejada quando o álbum ainda estava sendo gravado. Desde esse momento, elas já planejavam se separar após seus quatorze anos de existência como um grupo para facilitar suas buscas contínuas por aspirações individuais. Beyoncé afirmou que seus destinos já estavam cumpridos. O grupo enviou um comunicado à MTV sobre a decisão, dizendo:

Trabalhamos juntas como Destiny's Child desde os 9 anos e viajamos juntas desde os 14 anos. Depois de muita discussão e profunda pesquisa, percebemos que nossa turnê atual nos deu a oportunidade de deixarmos o Destiny's Child em alta, unidas em nossa amizade e cheias de uma gratidão avassaladora por nossa música, nossos fãs e umas as outras. Percebemos que agora é a hora de perseguir seriamente nossos objetivos pessoais e trabalhos solos [...] Aconteça o que acontecer, sempre nos amaremos como amigas e irmãs e sempre nos apoiaremos como artistas. Queremos agradecer a todos os nossos fãs por seu incrível amor e apoio e estamos ansiosas para vê-los novamente, enquanto continuamos a cumprir nossos destinos.
—Destiny's Child, à MTV

Após isso, a gravadora liberou a primeira coletânea oficial do grupo, #1's, em outubro de 2005. A compilação inclui todos os sucessos número um da banda, incluindo "Independent Woman Part 1", "Say My Name" e "Bootylicious". Três novas faixas foram gravadas para o projeto, incluindo "Stand Up for Love" e "Check on It", uma canção solo gravada por Beyoncé para a trilha sonora do filme The Pink Panther (2006). O produtor musical David Foster, sua filha Amy Foster-Gillies e Beyoncé escreveram "Stand Up for Love" como o tema oficial para o Dia das Crianças, um evento mundial anual que visa aumentar a conscientização e fundos para as causas infanto-juvenis. Os lucros do single foram arrecadados para beneficiar a casa de caridade Ronald McDonald e outras instituições de proteção à infância. O Destiny's Child emprestou suas vozes e apoio como embaixadoras globais do programa em 2005. Contrariando o título do álbum, apenas cinco das 16 faixas do #1's alcançaram o primeiro lugar nas paradas de R&B/Hip-Hop ou na Billboard 100; o escritor Keith Caulfield, da revista Billboard, sugeriu que o título era "uma estratégia de marketing". Apesar disso, o jornalista Chris Harris, da MTV, disse que o álbum "faz jus ao nome". #1's também foi comercializado no formato DualDisc, apresentando a mesma lista de faixas, sete vídeos musicais selecionados e um trailer do concerto Destiny's Child: Live in Atlanta, que foi filmado durante uma apresentação do grupo na turnê Destiny Fulfilled ... And Lovin' It, em Atlanta. O material foi lançado em 28 de março de 2006, sendo posteriormente certificado como platina pela RIAA, denotando mais de um milhão de unidades comercializadas no país.

## Após o término
As integrantes do Destiny's Child se reuniram para uma apresentação de despedida no NBA All-Star Game em 19 de fevereiro de 2006 em Houston, Texas; no entanto, Beyoncé comentou: "É o último álbum, mas não é o último show". Sua apresentação final na televisão ocorreu no concerto beneficente do Fashion Rocks, em Nova Iorque, alguns dias depois. Em 28 de março, o grupo foi introduzido à Calçada da Fama de Hollywood, sendo o 2 035° ato adicionado ao cobiçado reconhecimento. Ainda em 2006, durante a cerimônia do BET Awards, o Destiny's Child foi condecorado como melhor grupo, uma categoria no qual já havia obtido vitória em 2005 e 2001.
Após sua dissolução formal, todas as integrantes retomaram suas carreiras solo e experimentaram diferentes níveis de popularidade. Desde então, Beyoncé, Rowland e Williams continuaram a colaborar em projetos solos uma das outras através de aparições em músicas, videoclipes e apresentações ao vivo. No videoclipe de Beyoncé para seu single "Get Me Bodied" (2007), sua irmã Solange aparece em algumas cenas do vídeo juntamente com Rowland e Williams. Em 26 de junho de 2007, o grupo fez uma mini-reunião no Prêmio da Televisão de Entretenimento Negro (BET) daquele ano, onde Beyoncé apresentou "Get Me Bodied", com Williams e Solange como dançarinas de apoio. Após sua apresentação, Beyoncé anunciou a apresentação de Rowland, que performou seu single "Like This" com a participação do rapper Eve. Em de 2 de setembro do mesmo ano, durante a passagem da turnê The Beyoncé Experience por Los Angeles, Beyoncé cantou um trecho de "Survivor" com Rowland e Williams, e as duas últimas cantaram "Happy Birthday" em celebração ao seu aniversário. A apresentação foi incluída no registro em vídeo da turnê, The Beyoncé Experience Live. Em 2008, Beyoncé gravou um cover de  "Honesty", de Billy Joel, para o álbum de compilação do Destiny's Child, Mathew Knowles & Music World Present Vol.1: Love Destiny (2012), lançado apenas no Japão para comemorar o décimo aniversário de existência grupo.

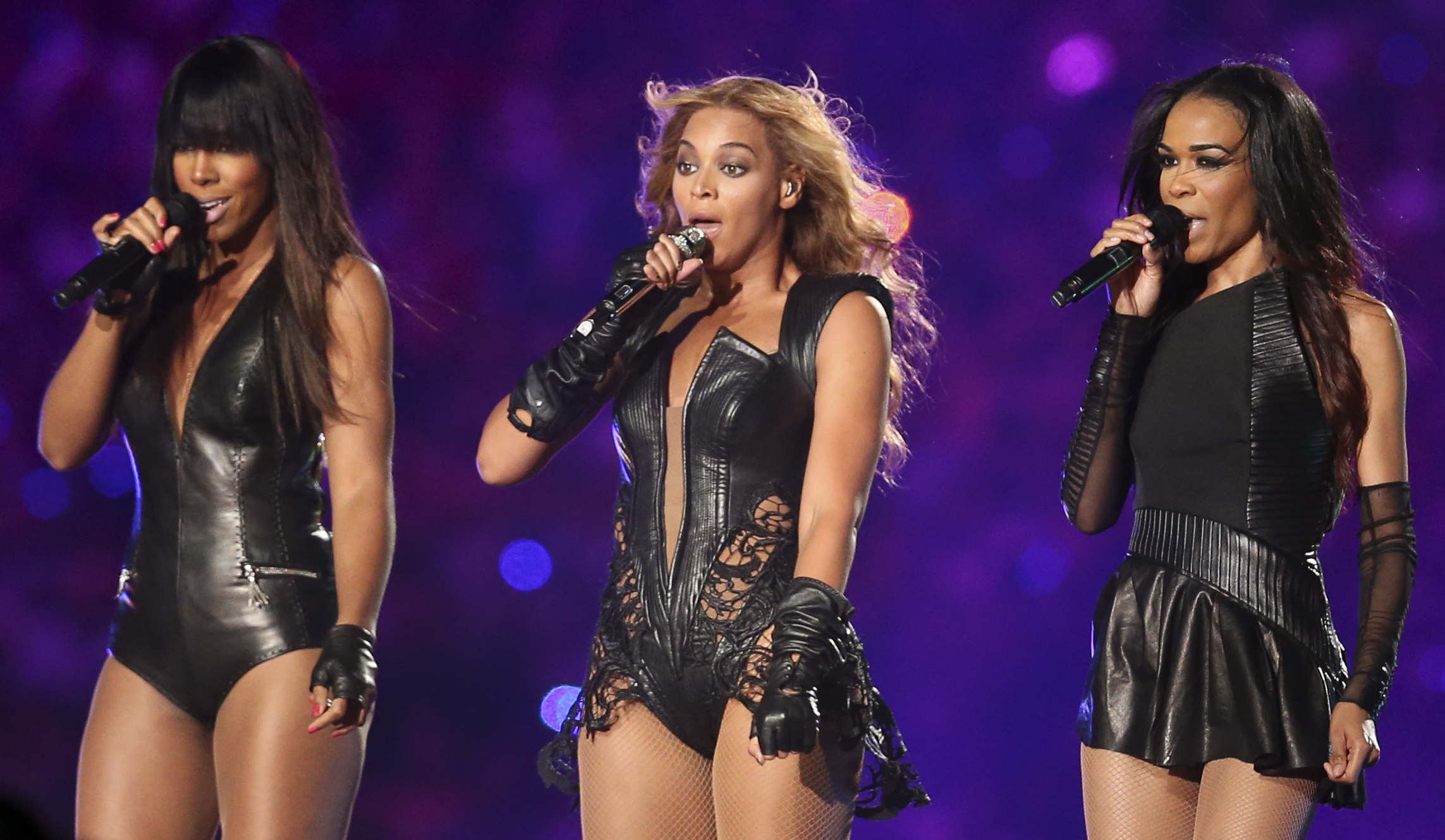
Destiny's Child se apresentando durante o show de intervalo na trigésima primeira edição do Super Bowl, em 2013.

Rowland fez uma aparição no videoclipe de Beyoncé para seu single "Party" (2011). Em 2012, o terceiro álbum de compilação do grupo, Playlist: The Very Best of Destiny's Child, foi lançado em comemoração ao décimo quinto aniversário da banda desde a sua formação. Love Songs, o quarto álbum de compilação do Destiny's Child, foi liberado em 29 de janeiro de 2013 e incluiu a música recém-gravada "Nuclear", produzida por Pharrell Williams. "Nuclear" tornou-se a primeira música inédita do grupo em oito anos. No mês seguinte, Rowland e Williams apareceram como convidadas especiais na apresentação de Beyoncé no show de intervalo da trigésima primeira edição do Super Bowl, onde elas performaram "Bootylicious", "Independent Women" e a música do catálogo solo de Beyoncé, "Single Ladies (Put a Ring on It)". em maio do mesmo ano, as gravadoras Columbia e Legacy liberaram um álbum de vídeo intitulado Destiny's Child Video Anthology, o material continha dezesseis dos videoclipes lançados pelo grupo. Beyoncé e Williams participaram vocalmente na música de Rowland "You Changed" que foi incluída em seu quarto álbum de estúdio solo Talk a Good Game (2013). Mais tarde naquele ano, Rowland e Williams fizeram aparições nos videoclipes das músicas de Beyoncé, "Superpower" e "Grown Woman", que foram incluídas em seu quinto álbum de estúdio solo auto-intitulado. Williams lançou o single "Say Yes" em junho de 2014, apresentando suas ex companheiras de banda como convidadas. No ano seguinte, Elas performaram "Say Yes" juntas durante o Prêmio Stellar, e a versão ao vivo da música foi publicada no iTunes em abril do mesmo ano. Em 7 de novembro de 2016, as três cantoras apareceram juntas em um vídeo do Desafio Manequim, um viral da internet, publicado na conta oficial de Rowland no Instagram. O grupo se reuniu para a apresentação principal de Beyoncé no Festival Coachella em abril de 2018.

## Características musicais

### Estilo musical e composições
|                                                      | "Survivor" "Survivor" aborda a sobrevivência mediante a um conflito e um desdenho. "Independent Women" "Independent Women" aborda o empoderamento e a autocapacitação feminina em sua letras. |
| Problemas para escutar estes arquivos? Veja a ajuda. | |

Em termos de estilo musical o Destiny's Child é por vezes classificado como um grupo de R&B e  música pop, incluindo outros gêneros recorrentes como urbano contemporâneo e dance-pop. Ann Powers, do The New York Times, descreveu a musicalidade do grupo como "fresca e emocional ... essas mulheres têm as melhores mixagens, as amostras mais espertas e, especialmente, as batidas que mais acontecem". Na mesma publicação, Jon Pareles observou que a sonoridade que define o Destiny's Child, além da voz de Beyoncé, "é a maneira como suas melodias entram e saem em tempo duplo. Acima de faixas rítmicas sincopadas e quebradiças, versos rapidamente articulados que alternam sobre refrãos mais suaves". Na formação original do grupo, Beyoncé fornecia os vocais principais, Rowland os vocais secundários, Luckett fornecia os vocais sopranos e Roberson os altos. Beyoncé permaneceu com os vocais principais até a formação final do grupo como um trio, no entanto, Rowland e Williams também assumem os vocais principais na maioria das músicas lançadas. Na maior parte das músicas lançadas, cada integrante canta um verso e harmonizam juntas no refrão. Em seu terceiro álbum Survivor (2001), cada integrante assume os vocais principais em uma determinada parte da maioria das faixas. Beyoncé disse: "todo mundo faz parte da música, Todo mundo está cantando em todas as canções, e isso é ótimo — porque agora o Destiny's Child está no ponto vocal e mental em que deveria estar", ela, no entanto, cantou sozinha músicas como "Brown Eyes" e "Dangerously in Love 2". No âmbito lírico, O grupo explorou letras que abordam relacionamentos amorosos, amizades e autossuficiência feminina. As integrantes do Destiny's Child citaram a cantora Janet Jackson e os girl groups En Vogue e TLC como algumas de suas influências musicais em comum.
O disco Survivor contém temas interpretados pelos críticos de música como uma referência aos conflitos internos do grupo. A faixa-título, "Survivor", que define o conceito abordado ao longo do álbum, apresenta a letra: "Não vou xingá-lo no rádio, eu não vou mentir sobre você e desconsiderá-lo, eu não irei ofende-lo nas entrevistas para as revistas, você sabe que não vou te difamar na internet", esse conteúdo lírico fez Roberson e Luckett interpretarem como um ato de violação ao acordo que impedia qualquer uma das partes de menosprezem o outro publicamente e juntas acionaram novamente a justiça contra sua ex-banda. Em uma entrevista, Beyoncé comentou: "As letras do single 'Survivor' são sobre a história do Destiny's Child, qualquer complicação que tivemos nos nossos 10 anos, nos tornaram mais próximas, mais unidas e melhores". Em outra música chamada "Fancy", que contém a letra; "Você sempre tentou competir comigo garota, encontre sua própria identidade" foi interpretada pelo crítico David Browne, em sua crítica ao álbum, para a revista Entertainment Weekly, como resposta ao processo. Stephen Thomas Erlewine, da AllMusic, resumiu o Survivor como "um disco determinado e altivo, com a intenção de provar que o grupo tinha mérito artístico em grande parte porque suas integrantes sobreviveram a conflitos internos, mas acaba soando forçado e artificial". Apesar do álbum receber elogios de alguns críticos, o envolvimento em excesso de Beyoncé, que escreveu e co-produziu a maior parte do material contido na obra, ocasionalmente gerou avaliações mistas. Browne sugeriu que a contribuição dela ao trabalho, fez o álbum soar "imaturo, mas de um inevitável crescimento". Na maioria das músicas presentes no último disco do Destiny's Child, Destiny Fulfilled (2004), os versos são divididos em três seções, com Beyoncé cantando primeiro, seguido por Rowland e depois Williams; as três harmonizam juntas durante os refrões.

### Imagem pública

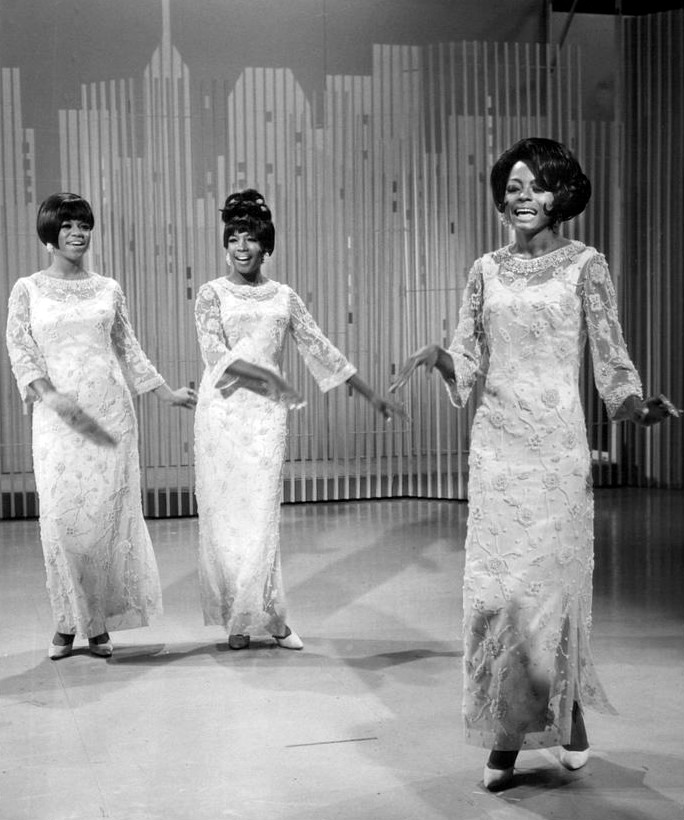
O Destiny's Child recebeu comparações com o The Supremes (foto).

O Destiny's Child foi comparado ao The Supremes, um grupo vocal feminino americano dos anos 1960, com Beyoncé sendo comparada à vocalista principal do grupo, Diana Ross; Beyoncé, no entanto, rejeitou a comparação. Coincidentemente, ela estrelou Dreamgirls, uma adaptação cinematográfica do musical da Broadway de 1981, como Deena Jones, a vocalista principal do Dreams, um grupo feminino fictício baseado no Supremes. Ao assumir uma ampla participação na produção de Survivor, Gil Kaufman, da MTV, observou que "ficou claro que Beyoncé estava emergindo como a líder musical de forma inequívoca do DC e tornando-o sua identidade visual". Sua predominante contribuição criativa ao álbum fez ele soar muito como "seu próprio trabalho". Para Lola Ogunnaike, do The New York Times, "há uma crença de longa data na indústria da música de que o Destiny's Child era pouco mais que um ponto de partida para a inevitável carreira solo de Beyoncé".
Após a liberação do álbum solo de Beyoncé, Dangerously in Love (2003), espalharam-se rumores na mídia sobre uma possível separação do grupo depois de cada uma de suas integrantes ter experimentado sucesso solo e estarem com projetos individuais em andamento. Comparações foram feitas com o cantor Justin Timberlake, que não retornou à banda NSYNC após seu primeiro trabalho solo, Justified. Rowland respondeu a esses rumores, confirmando que elas estavam juntas novamente aos estúdios. O Destiny's Child garantiu que se reuniria naquele momento e que suas afinidades uma pelas outras as mantinham unidas. Margeaux Watson, editor da revista Suede sugeriu que Beyoncé só aceitou retornar ao grupo para "não parecer desleal com suas ex-parceiras" e definiu sua decisão como "um ato de caridade". A mãe de Beyoncé, Tina, escreveu um livro publicado em 2002, intitulado Destiny's Style: Bootylicious Fashion, Beauty and Lifestyle Secrets From Destiny's Child, o trabalho continha relatos de como a moda influenciou o sucesso do Destiny's Child.

## Legado

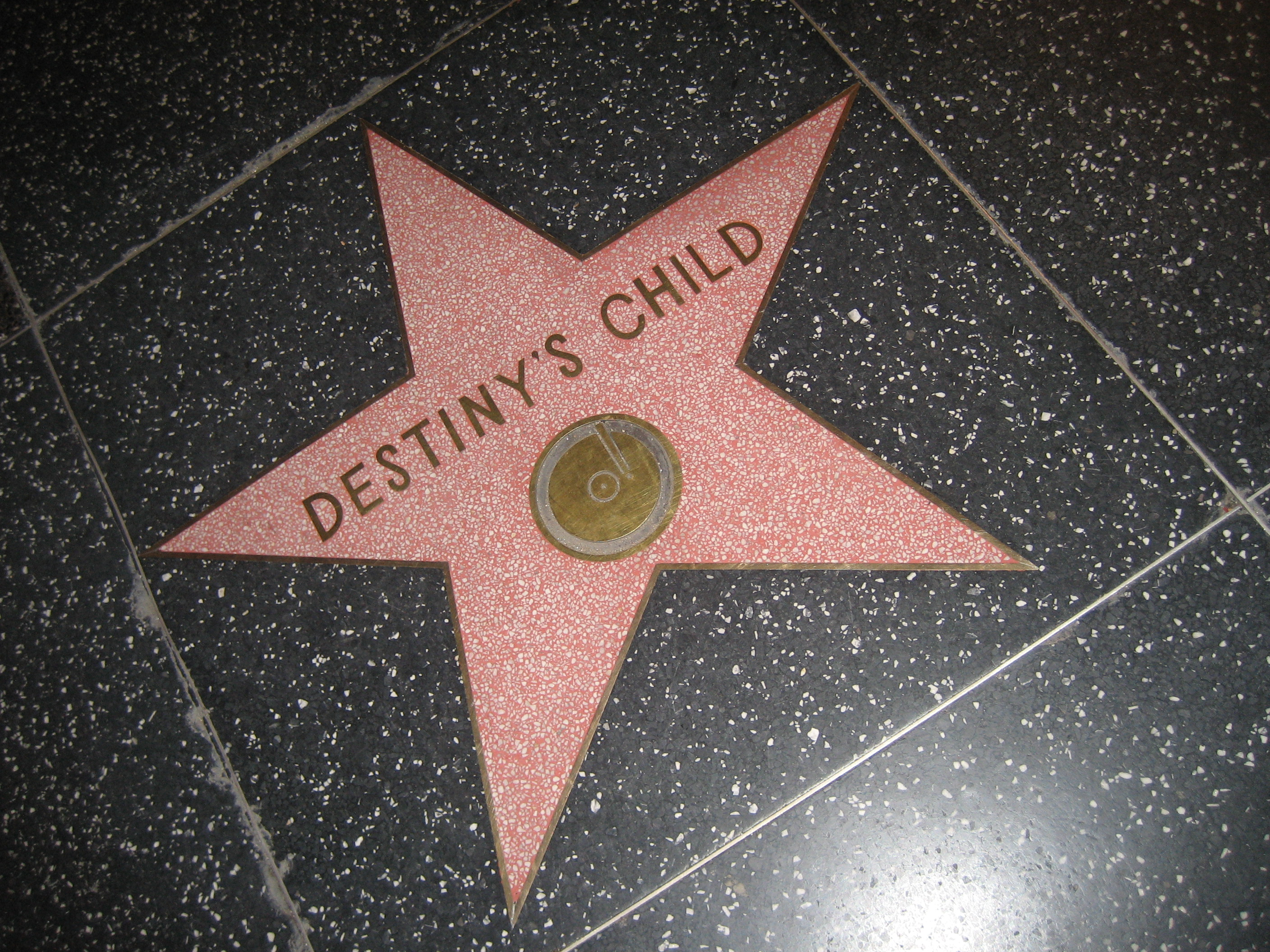
Estrela do Destiny's Child na Calçada da Fama, em Hollywood, Califórnia, Estados Unidos.

O Destiny's Child se tornou um ícone do R&B no decorrer dos anos e comercializou mais de 60 milhões de discos e singles em toda sua existência. Após a sua dissolução, James Montgomery, da MTV, observou que "elas deixaram um legado bastante considerável para trás" como "um dos grupos vocais pop femininos mais vendidos da história". A Billboard observou que o grupo foi "definido por uma combinação de hinos de empoderamento feminino, movimentos de dança avassaladores e um senso de moda invejável", enquanto a revista Essence observou que elas "definem tendências com sua música harmoniosa e estilo vanguardista". Em 2015, A Dazed Digital publicou um artigo sobre como a banda teve um impacto significativo na história do R&B, escrevendo "Sem um toque de rosa, o Destiny's Child transformou legitimamente o som do R&B para sempre ... sua influência distinta pode ser encontrada em toda a paisagem pop atual, de Tinashe a Ariana Grande". Hugh McIntyre, da Forbes, escreveu que antes das Pussycat Dolls e Danity Kane entraram no cenário musical em meados dos anos 2000', as Destiny's Child já eram "as rainhas absolutas" desse estilo de grupos femininos. Ao escrever para a Pitchfork, Katherine St. Asaph notou como o grupo definiu o renascimento de conjuntos musicais femininos semelhantes ao The Supremes no início e meados dos anos 90, dizendo:
Nos anos 1990, Bandas como o vencedor do Star Search foram enterradas em um aterro sanitário pós-grunge, enquanto grupos de R&B construíram a partir da alma e da tempestade silenciosa um som inovador o suficiente para ganhar o rótulo "futurista" que quase tudo aconteceu naquele período antes do ano 2000. Isso ocorreu no renascimento, no início dos anos 90, de excelentes grupos femininos vagamente no molde das Supremes — TLC, En Vogue, SWV —, mas seria o Destiny's Child que se tornaria suas verdadeiras sucessoras.
A formação final do grupo como trio foi amplamente reconhecida como a formação mais reconhecível e bem-sucedida de sua carreira. A Billboard as reconheceu como um dos maiores trios musicais de todos os tempos; elas também foram classificadas como o terceiro grupo feminino mais bem sucedido de todos os tempos nas tabelas da Billboard, atrás apenas do TLC e das Supremes. Seu single "Independent Women" (2000) ficou em segundo lugar na lista dos "40 Maiores Sucessos de Grupos Femininos na Billboard 100 de Todos os Tempos". "Independent Women" é a música número um de maior permanência nessa tabela por um grupo feminino. O termo "Bootylicious" (uma combinação das palavras booty e cious) tornou-se popularizado pelo single de mesmo nome do Destiny's Child e em 2006 foi adicionado ao Oxford English Dictionary. O termo também foi usado para descrever Beyoncé durante a década de 2000, devido à sua figura curvilínea. O VH1 incluiu "Bootylicious" em sua lista das "100 Maiores Músicas dos anos 2000" em 2011, e o grupo em sua lista das "100 Maiores Mulheres da Música" no ano seguinte. Além disso, a faixa considerada umas das "100 Melhores Canções de 00s" pelo NME. em 2005, o Destiny's Child foi homenageado no Prêmio da Música Mundial com a condecoração de Grupo Feminino Mais Vendido de Todos os Tempos no Mundo, que incluiu uma performance de 17 minutos em seu tributo realizado por Patti LaBelle, Usher, Babyface, Rihanna, Amerie e Teairra Mari. Em 2006, o grupo foi agraciado com uma estrela na Calçada da Fama de Hollywood.
O Destiny's Child tem sido creditado como uma influência musical ou inspiração para vários artistas incluindo Rihanna, Meghan Trainor, Fifth Harmony, Little Mix, Girls Aloud, Haim, Jess Glynne, Katy B, e RichGirl. Ciara foi inspirada a seguir uma carreira na música depois de vê-las se apresentando na televisão. Ariana Grande citou o Destiny's Child como uma de suas inspirações vocais, dizendo que após ouvir as músicas do grupo ela descobriu seu alcance vocal e "aprendeu sobre harmonias, corridas e improvisações". Meghan Trainor afirmou que seu single "No" (2016) foi inspirado pelos sons do final dos anos 90 e início dos anos 2000 de artistas como Destiny's Child, NSYNC e Britney Spears. O Fifth Harmony citou o grupo como sua maior inspiração e até prestou homenagem a elas ao realizar um medley de "Say My Name", "Independent Women", "Bootylicious" e "Survivor" no programa de televisão Greatest Hits. Elas também incorporaram elementos da introdução de "Bootylicious" para a introdução de sua própria música "Brave, Honest, Beautiful" (2015).

## Discografia
- Destiny's Child (1998)
- The Writing's on the Wall (1999)
- Survivor (2001)
- 8 Days of Christmas (2001)
- Destiny Fulfilled (2004)

## Turnês
Como artista principal
- European Tour (1999)
- Destiny's Child World Tour (2002)
- Destiny Fulfilled ... And Lovin' It (2005)

Como co-artista de abertura
- Total Request Live Tour (com 3LW, Dream, Jessica Simpson, City High, Eve, Nelly e St. Lunatics) (2001)

Artista de Abertura
- SWV World Tour (abrindo para o SWV) (1996)
- Evolution Tour (abrindo para o Boyz II Men) (1998)
- FanMail Tour (abrindo para o TLC) (1999)
- Introducing IMx Tour (abrindo para o IMx) (2000)
- Christina Aguilera in Concert (abrindo para Christina Aguilera) (2000)
- (You Drive Me) Crazy (abrindo para Britney Spears) (2000)